# チーム郷
チーム郷（チーム ゴウ、TEAM GOH ）は、日本のレーシングチーム。2004年にアウディ・R8でル・マン24時間レースを制覇したことで知られる。チーム創設者は郷和道。

## 歴史

### 1996年
当時マクラーレン・グループのCEOであったロン・デニスとの共同プロジェクト「チーム ラーク・マクラーレンGTR」として全日本GT選手権（JGTC）に参戦。ドライバーは、ジョン・ニールセン/デビッド・ブラバムとラルフ・シューマッハ/服部尚貴の2組4名。マクラーレンF1 GTRの2台体制で全6戦中優勝4回を挙げ、シリーズ1、2位を獲得。ドライバーズおよびチームズチャンピオンのダブルタイトルも獲得した。
ただマクラーレンのあまりの強さに、JGTCの運営母体であるGTアソシエイション（GTA）とチームが対立し、シーズン途中でチーム郷はGTAを退会してしまう。このため通常全車両に掲げられるシリーズ共通ロゴも、マクラーレンの2台だけは非掲載という状態になった。シリーズ外で行われていたオールスター戦にも不参加となったほか、シリーズチャンピオンであるにもかかわらずシーズン終了後に行われた表彰式に呼ばれないという異例の事態となった。

### 1997年
第65回ル・マン24時間レースに「Team Lark McLaren」としてLMGT1クラスに参戦（日本チームとしてのエントリー）。マシンはマクラーレンF1 GTR LM。ドライバーは中谷明彦、土屋圭市、ゲイリー・アイルズ。決勝では88周目にリタイア。
また、国際GT選手権シリーズの1つである鈴鹿1000kmに出場し、総合9位となる。

### 1999年
「TEAM GOH」として第67回ル・マン24時間レース、LMP900クラスに参戦。マシンはBMW製S70 6.0 L V12を搭載する前年のワークスカー、BMW・V12 LM。ドライバーにはヒロ松下、加藤寛規、中谷明彦を起用。決勝223周目にリタイア。
同年の鈴鹿1000kmでは総合8位、ル・マン富士1000KmにはBMW V12 LM、ダッジ・バイパーGTSの2台体制で参戦し、BMWが総合3位に入賞。

### 2000年
テレビ朝日レーシング・プロジェクト「TV Asahi Team Dragon」として第68回ル・マン24時間レースに参戦。マシンは、エラン6L8 6.0L V8エンジンのパノス・LMP-1 ロードスターSの二台体制（LMP900クラス）で臨む。鈴木利男、影山正美、影山正彦組がクラス6位。土屋圭市、飯田章、近藤真彦組が8位となる。

### 2001年
デンマークのチーム、デン・ブラ・エイビス（Den Bla Avis）とのジョイント・プロジェクト「Team Den Blå Avis-Goh」として第69回ル・マン24時間レースに前年同様LMP900クラスに参戦。マシンはジャッドGV4 4.0L V10を搭載する童夢・S101。ドライバーにはジョン・ニールセン、加藤寛規、キャスパー・エルガードを起用。決勝ではリタイア。同年FIA スポーツカー選手権にも参戦し、シリーズランキング2位となる。

### 2002年
第70回ル・マン24時間レースに「Audi Sport Japan Team Goh」としてアウディ・R8でLMP900クラスに参戦。ドライバーには加藤寛規、ヤニック・ダルマス、荒聖治を起用。総合7位となる。

### 2003年
第71回ル・マン24時間レース（LMP900クラス）に再びアウディ・R8で参戦。ドライバーは荒聖治、ヤン・マグヌッセン、マルコ・ヴェルナーを起用し、総合4位。また、FIA スポーツカー選手権、スパ1000kmとル・マン1000kmにも参戦し、両レースともに総合優勝を飾る。
なお同年にはフォーミュラ・ニッポンへの参戦も予定され、同レースの主催者である日本レースプロモーション（JRP）が発表したエントリーリストにも一時は名を連ねたが、実際には参戦は行われなかった。

### 2004年
第72回ル・マン24時間レース、LMP1クラスに参戦。マシンはアウディ・R8。ドライバーは荒聖治、リナルド・カペッロ、トム・クリステンセンを起用。総合優勝を果たす。ちなみに荒聖治は1995年の関谷正徳以来、2人目の日本人ル・マン総合優勝ドライバーとなった。

### 2006年
2005年12月11日に開かれた「SUPER GT AWARDS 2005」において、SUPER GTを主催するGTアソシエイションの加治次郎事務局長から、2006年シーズンのシリーズ概要が発表された中で、チーム郷がGT500クラスに参戦することが表明された。会場では代表の郷和道監督のビデオレターが紹介された。
それによると、マシンはFIA GT選手権の2005年シーズン、GT1クラスで総合優勝しているマセラティ・MC12。ドライバーは荒聖治と、元F1ドライバーであるヤン・マグヌッセンのコンビとなる。タイヤはブリヂストン。チーム郷は3大ワークスに負けぬよう、プライベーターとしての意地を見せ「勝てるラインアップ」で参戦する、との意向を示した。チーム名は「スティーレコルセ」（STILE CORSE ）を名乗る予定であった。
2006年に入り、イタリア・ヴァレルンガ・サーキットでテスト走行していることが、当時テレビ東京系列で放送していた『激走!GT』で公開された。ドライブした荒聖治は「車の印象としては、見た目がレーシングカーで、凄くサイズも大きくて迫力もある。あとは何といってもV12型エンジンのサウンドですね。その辺がこの車の良い所だと思う。」と高く評価していた。
その後、鈴鹿サーキットで行なわれた合同テストに参加したが、特認パーツ（カーボンブレーキ、FIA GT選手権車両より長いフロントスポイラーと幅広いリアウィング）を用いても、メーカーワークスとの戦闘力の差が大きいことが判明した。チームは「メーカーワークスに追いつくには開発にあと3ヶ月以上必要」だとして、同年3月に鈴鹿サーキットで行われた開幕戦を欠場。以降のレースも欠場を続けたほか、ドライバーの荒聖治も同年の第5戦よりKONDO Racingからエリック・コマスの代役として参戦するなど、チームからの公式な発表はないまま、事実上参戦を断念した。
だが、実際には合同テスト結果から他のエントラントがGTAに圧力を掛けた事に嫌気がさして取り止めた事を後年語っている。
なお2006年より発足した全日本スポーツカー耐久選手権については、「SUPER GT参戦に集中したい」「年間3戦では、アウディを走らせるための経費が払えない」などの理由から、当面参戦を見送る考えを示し、結局同シリーズへの参戦も行われなかった。

### 2009年
自動車雑誌『NAVI』（二玄社）とのタイアップで、5年ぶりにル・マン24時間レースに参戦することを発表。マシンはポルシェ・RSスパイダーを用いLMP2クラスにエントリーし、ドライバーはサッシャ・マーセン、荒聖治、国本京佑の3人を起用する。今回より郷和道はチーム代表に専念し、チーム監督はNAVI編集長の加藤哲也が務める。
2009年は決勝でLMP2クラスの2位を走る好走を見せていたが、レース残り1時間となったところで荒聖治のドライブ中に他の車が撒いたオイルに乗ってしまいクラッシュ、リタイアという結果に終わった。
郷代表は、当初インタビューで今回のプロジェクトは長期に渡る計画であり「最低でも4、5年になるのでは」「最初の2年を戦って体制を整え、レギュレーションが大きく変わる2011年に照準を合わせる」と語っていたが、ル・マン終了後の同年8月にはマシンを売却してしまった。一説には「ヒューマントラブルに嫌気がさした」とも言われている。さらに今回のチームの母体であった『NAVI』も売れ行き不振から2010年2月に休刊することが決まり、2010年以降も参戦を継続する可能性は事実上消滅した格好となっている。

### 2019年
2019年1月29日にスペインのモータースポーツサイト「CONPETICION」等複数のメディアがSUPER GT・GT300クラス、スーパー耐久、鈴鹿10時間耐久レースへの参戦情報を配信。
1月30日チームの公式HPにて正式に参戦発表。エントラント名は『McLaren Customer Racing Japan（マクラーレン・カスタマーレーシング・ジャパン）』、マシンはマクラーレン・720S GT3、タイヤはヨコハマでドライバーはSUPER GTが荒聖治/アレックス・パロウ組、スーパー耐久シリーズはアレックス・パロウ/阪口晴南/木下隆之組、鈴鹿10時間耐久レースに関しては後日の発表となっている。しかしマシンのデリバリーが遅れたこと、パーツ供給に不安を抱えた状態であることなどから、3月11日にスーパー耐久への参戦断念を発表した。
レースクイーン「TEAM GOH MODELS」は岡山友里愛、高橋菜生、ちはるの3人。そのうち高橋は日本レースクイーン大賞2019で新人グランプリを受賞した。

### 2020年
2019年12月19日に、2020年シーズンはアメリカのデイル・コイン・レーシングとの共同プロジェクトとして、エントラント名『Dale Coyne Racing with Team Goh（デイル・コイン・レーシング・ウィズ・チームゴウ）』でインディカー・シリーズに参戦することを発表した。ドライバーには2019年にSUPER GTでマクラーレン720S GT3を走らせたアレックス・パロウを起用。パロウは2019年7月にデイル・コインでインディのテストに参加し、関係者一同に強烈な印象を残すタイムを出していた。
SUPERGTへは、インディカー・シリーズへの参戦に伴い、1年でチーム郷単独としての参戦は終了となったが、新たにBMW Team Studieとのコラボという形での参戦が2020年3月19日に発表され、チームの総監督に郷が就任、昨年までチーム郷でドライブしていた荒聖治も共にTeam Studieに移籍している。

### 2021年
チーム無限とのジョイントチーム『Red Bull MUGEN Team Goh』としてスーパーフォーミュラに参戦。ドライバーは大津弘樹。チーム、大津ともに初優勝となる1勝を挙げる。
インディカー・シリーズではパロウがチップ・ガナッシ・レーシングへ移籍したためデイル・コインとのジョイントは1年で終了したが、チームスタッフのロジャー安川がパロウとともに移籍するなどパロウのマネジメントは継続。この年パロウはチャンピオンを獲得した。

### 2022年
2022年のスーパーフォーミュラでは『Team Goh』として2台体制に拡充し、佐藤蓮と三宅淳詞の2名を起用する。チーム監督には元ホンダF1マネージングディレクターの山本雅史を招聘した。第4戦オートポリスで三宅が、第9戦鈴鹿で佐藤がそれぞれ3位初表彰台を獲得する活躍をみせた。シーズン結果は佐藤がランキング11位（ルーキー・オブ・ザ・イヤー）、三宅がランキング14位、チームランキング7位で終えた。
10月31日、2022年シーズンをもってレッドブル・ジュニアプログラムとしての活動が終了したことを明らかにした。また、来季以降の活動は白紙とし、12月12日にホンダが行った「2023年モータースポーツ参戦体制」の発表会でもスーパーフォーミュラ参戦チームに記載はなかった。主なチームスタッフは、受け皿チームとして新たに設立された「TGM Grand Prix」に移籍している。

## 過去のレース成績

### インディカー・シリーズ
| 年     | エントラント                    | Car-No. | ドライバー         | シャシー       | エンジン | 1      | 2      | 3     | 4     | 5      | 6      | 7       | 8      | 9      | 10     | 11     | 12     | 13    | 14     | 順位 | ポイント |
| ------ | ------------------------------- | ------- | ------------------ | -------------- | -------- | ------ | ------ | ----- | ----- | ------ | ------ | ------- | ------ | ------ | ------ | ------ | ------ | ----- | ------ | ---- | -------- |
| 2020年 | Dale Coyne Racing with Team Goh | 55      | アレックス・パロウ | ダラーラ・IR18 | ホンダ   | TXS 23 | IMS 19 | ROA 3 | ROA 7 | IOW 11 | IOW 14 | INDY 28 | GTW 15 | GTW 12 | MDO 12 | MDO 23 | IMS 17 | IMS 9 | STP 13 | 16位 | 238      |

- 太字はポールポジション、斜字はファステストラップ。(key)

### スーパーフォーミュラ
| 年     | チーム                  | Car-No. | ドライバー | シャシー       | エンジン | 1      | 2      | 3       | 4      | 5      | 6       | 7       | 8      | 9      | 10     | 順位 | ポイント |
| ------ | ----------------------- | ------- | ---------- | -------------- | -------- | ------ | ------ | ------- | ------ | ------ | ------- | ------- | ------ | ------ | ------ | ---- | -------- |
| 2021年 | Red Bull MUGEN Team Goh | 15      | 大津弘樹   | ダラーラ・SF19 | ホンダ   | FSW 16 | SUZ 5  | AUT 6   | SUG 10 | TRM 10 | TRM 1   | SUZ 5   |        |        |        | 6位  | 38.5     |
| 2022年 | TEAM GOH                | 53      | 佐藤蓮     | ダラーラ・SF19 | ホンダ   | FSW 9  | FSW 13 | SUZ 10  | AUT 18 | SUG 16 | FSW 6   | MOT 12  | MOT 7  | SUZ 3  | SUZ 19 | 11位 | 25       |
| 2022年 | TEAM GOH                | 55      | 三宅淳詞   | ダラーラ・SF19 | ホンダ   | FSW 10 | FSW 5  | SUZ Ret | AUT 3  | SUG 18 | FSW Ret | MOT Ret | MOT 15 | SUZ 12 | SUZ 8  | 14位 | 21       |

- 太字はポールポジション、斜字はファステストラップ。(key)

### ル・マン24時間レース
| 年     | チーム                                                    | Car-No. | ドライバー                                                   | 使用車両                     | クラス | 周回 | 総合順位 | クラス順位 |
| ------ | --------------------------------------------------------- | ------- | ------------------------------------------------------------ | ---------------------------- | ------ | ---- | -------- | ---------- |
| 1997年 | チーム・ラーク・マクラーレン パラボリカ・モータースポーツ | 44      | 中谷明彦 土屋圭市 ゲイリー・アイルズ                         | マクラーレン・F1 GTR         | GT1    | 88   | DNF      | DNF        |
| 1999年 | チーム郷 デビッド・プライス・レーシング                   | 19      | ヒロ松下 加藤寛規 中谷明彦                                   | BMW・V12 LM                  | LMP    | 223  | DNF      | DNF        |
| 2000年 | チーム郷                                                  | 56      | ウォルター・ブルン トニー・セイラー クリスチャン・グレーゼル | クライスラー・バイパー GTS-R | GTS    | 210  | DNF      | DNF        |
| 2001年 | チーム デン・ブラ・エイビス チーム郷                      | 10      | ジョン・ニールセン 加藤寛規 キャスパー・エルガード           | 童夢・S101                   | LMP900 | 66   | DNF      | DNF        |
| 2002年 | アウディ・スポーツ・ジャパン・チーム郷                    | 5       | 加藤寛規 ヤニック・ダルマス 荒聖治                           | アウディ・R8                 | LMP900 | 358  | 7位      | 6位        |
| 2003年 | アウディ・スポーツ・ジャパン・チーム郷                    | 5       | 荒聖治 ヤン・マグヌッセン マルコ・ヴェルナー                 | アウディ・R8                 | LMP900 | 370  | 4位      | 2位        |
| 2004年 | アウディ・スポーツ・ジャパン・チーム郷                    | 5       | 荒聖治 トム・クリステンセン リナルド・カペッロ               | アウディ・R8                 | LMP1   | 379  | 1位      | 1位        |
| 2009年 | Navi チーム郷                                             | 5       | 荒聖治 国本京佑 サッシャ・マーセン                           | ポルシェ・RSスパイダー Evo   | LMP2   | 339  | DNF      | DNF        |

### 全日本GT選手権/SUPER GT
| 年     | チーム                         | Car-No. | ドライバー                            | 使用車両               | クラス | 1      | 2       | 3      | 4       | 5       | 6     | 7      | 8      | 順位 | ポイント |
| ------ | ------------------------------ | ------- | ------------------------------------- | ---------------------- | ------ | ------ | ------- | ------ | ------- | ------- | ----- | ------ | ------ | ---- | -------- |
| 1996年 | チーム ラーク・マクラーレンGTR | 60      | 服部尚貴 ラルフ・シューマッハ         | マクラーレン・F1-GTR   | GT500  | SUZ 1  | FSW Ret | SEN 15 | FSW Ret | SUG 1   | MIN 1 |        |        | 2位  | 60       |
| 1996年 | チーム ラーク・マクラーレンGTR | 61      | デビッド・ブラバム ジョン・ニールセン | マクラーレン・F1-GTR   | GT500  | SUZ 2  | FSW 1   | SEN 8  | FSW 2   | SUG Ret | MIN 4 |        |        | 1位  | 63       |
| 2019年 | McLaren Customer Racing Japan  | 720     | 荒聖治 アレックス・パロウ             | マクラーレン・720S GT3 | GT300  | OKA 19 | FSW 14  | SUZ 13 | CHA     | FSW Ret | AUT 2 | SUG 12 | TRM 7  | 15位 | 20       |
| 2020年 | BMW Team Studie ✕ CSL          | 7       | 荒聖治 山口智英                       | BMW・M6 GT3            | GT300  | FSW 15 | FSW 22  | SUZ 21 | TRM Ret | FSW 9   | SUZ 8 | TRM 18 | FSW 19 | 26位 | 5        |

- 太字はポールポジション、斜字はファステストラップ。(key)